# Calle Nueva Dentro
La calle Nueva Dentro es una vía pública de la ciudad española de Vitoria.

## Descripción
Discurre desde la calle de San Francisco hasta el cantón de San Francisco Javier, paralela a Nueva Fuera y a la de la Pintorería. En el siglo XIII, la calle se denominaba de la Judería o barrio de los Judíos. El 17 de agosto de 1492, época en que se verificó la expulsión de los judíos de esta ciudad, se le dio el título de Nueva, a secas, y luego pasaría a tener el que ahora ostenta, pues el otro estaba ya repetido. El 12 de octubre de 1887, se le agregó la que hasta entonces había sido la calle del Hospicio —se encontraba allí el Antiguo Hospicio de Vitoria—, de tal forma que pasó a principiar en la de San Francisco y a concluir en el portal de Urbina. Recuperó su trazado más limitado el 7 de junio de 1962 y lo mantiene en la actualidad.
Aparece descrita en la Guía de Vitoria (1901) de José Colá y Goiti con las siguientes palabras:

Calle Nueva Dentro.—En el siglo XIII se denominaba calle de la Judería ó Barrio de los Judíos. El 17 de agosto de 1492, época en que se verificó la expulsión de los judíos en esta ciudad, diósele el título que ostenta, agregándole la calle del Hospicio en 12 de octubre de 1887. Principia en la calle de San Francisco y concluye en el portal de Urbina. Señalado con el número 80 de esta calle se halla el Hospicio, extensa construcción é instituto benéfico bien administrado. El edificio fué edificado en 1638. La capilla es muy espaciosa y en el lado del evangelio está un enterramiento del fundador del edificio, el obispo don Martín, con una estátua orante de éste, obra de Gregorio Hernández.
(Colá y Goiti, 1901, p. 44)